# 无毛山胡椒
无毛山胡椒（学名：Lindera kariensis f. glabrescens）为樟科山胡椒属山胡椒下的一个变型。